# Mňovniki (stanice metra v Moskvě)
Mňovniki (rusky Мнёвники) je stanice moskevského metra na lince Bolšaja kolcevaja, která byla zprovozněna 1. dubna 2021 v rámci úseku Mňovniki - Chorošovskaja. Je pojmenována po bývalé osadě, která se v nedaleko stanice nacházela a v 40. letech 20. století se stala součástí Moskvy. Dnes jsou po ní kromě stanice metra pojmenovány ulice Mňovniki a Nižnije Mňovniki a také částečně čtvrť, ve které se stanice nachází - Chorošovo-Mňovniki (Хорошёво-Мнёвники). V současnosti je stanice poměrně málo využívaná z důvodu prakticky neexistující zástavby v okolí, nová bytové a komerční komplexy jsou v procesu výstavby.

## Charakter stanice
Stanice Mňovniki se nachází ve čtvrti Chorošovo-Mňovniki (Хорошёво-Мнёвники) v prostoru bývalé osady Karamyševo (Карамышево) na severu umělého ostrova Mňovnikovskaja pojma (Мнёвниковская пойма), který prakticky ze všech stran ohraničuje řeka Moskva kromě severu, kde jej ohraničuje Karamyševský jez, který je spojen s malou vodní elektrárnou. Pro pohodlí cestujících se předpokládá výstavba dvou mostů přes řeku Moskvu ve směru k sportovnímu komplexu ve čtvrti Krylatskoje (Крылатское) a ke čtvrti Filjovskij park (Филёвский Парк).    
Stanice disponuje dvěma podzemními vestibuly, východy z nich směřují vycházejí na ulici s provizorním názvem Projektirujemyj projezd č. 1166 (Проектируемый проезд №1166), ze severního lze dojít k ulici Nižnije Mňovniki, z jižního k projezdu Glavomosstroja (Проезд Главмосстроя).    
Hlavní roli v podobě stanice Mňovniki hrají kombinace materiálů a osvětlení. Shoda materiálu různých povrchů (panely vyrobené z jasně červeného kovového plastu a šedé porcelánové kameniny) spolu s promyšleným využitím světla pomáhá dosáhnout efektu jediného, vzduchem naplněného prostoru. Autoři projektu se takto inspirovali obrazy avantgardního umělce Kazimíra Maleviče (zejména jeho obrazem Rudé náměstí). Hlavním konstrukčním materiálem na stanici je beton: jak hladký a obarvený tak i hrubý. Ve vestibulech a na nástupišti jsou instalovány ozdobné červené podpěry. Střední část nástupiště je osvětlená a na koncích stanice jsou odpočinkové zóny v podobě osvětlených výklenků s lavičkami. Avantgradní prvky lze vidět i v prostoru eskalátorů - jsou to červená „břevna“ na stropě a lampy ve formě kovových trojúhelníků. Nástupiště je osvětleno několika pásy LED lamp, které dobře osvětlují nástupiště a stíní stěny a strop, což vytváří potřebný dramatický kontrast mezi stěnami stanice a jasným objektem ve středu haly. Podlaha nástupiště je dlážděna šedou leštěnou žulou.

## Fotogalerie
- Dekorativní podpěry na nástupišti
- Eskalátory
- Stavba stanice v listopadu 2020